# Casbia plinthodes
Casbia plinthodes là một loài bướm đêm trong họ Geometridae.